# Чемпионат мира по баскетболу 2019. Группа P
В этой статье представлено положение команд и результаты матчей в группе P второго этапа за 17-32 места чемпионата мира по баскетболу 2019. Учитываются результаты первого этапа. Команды сыграют друг с другом в один круг, с которыми не играли на первом этапе. Матчи пройдут с 7 сентября по 9 сентября 2019 года в спортивном центре «Восток» в Шанхай. По результатам, команда занявшая 1-е место в группе, поделит 17-20 места в общем зачёте, 2-я команда — 21-24, 3-я — 25-28 и 4-я — 29-32 места.

## Положение команд
| Команда  | Игр | В | П | МЗ  | МП  | МР   | Очки |
| -------- | --- | - | - | --- | --- | ---- | ---- |
| Германия | 5   | 3 | 2 | 409 | 364 | +45  | 8    |
| Канада   | 5   | 2 | 3 | 445 | 413 | +32  | 7    |
| Иордания | 5   | 1 | 4 | 352 | 482 | −130 | 6    |
| Сенегал  | 5   | 0 | 5 | 330 | 432 | −102 | 5    |